# スコット・ピーターソン
スコット・リー・ピーターソン（英: Scott Lee Peterson、1972年10月24日 - ）は、サン・クエンティン州立刑務所に死刑囚として収監されている人物であり、それ以前には化学肥料の営業をしていた。2004年に、カリフォルニア州モデストで、妊娠中の妻レイシー・ピーターソンに対する一級殺人、胎児の息子コナーに対する二級殺人がそれぞれ有罪認定され、2005年には薬物注射による死刑が宣告された。2018年の時点ではカリフォルニア州最高裁判所に上告され、再審理の段階にある。

## 生い立ちと結婚
スコット・リー・ピーターソンは1972年10月24日、カリフォルニア州サンディエゴのシャープ・コロナド病院に生まれた。父のリー・アーサー・ピーターソンは木枠包装会社を経営する実業家で、母のジャクリーン・ヘレン・レイサムもサンディゴのラホヤで「ザ・プット・オン」というブティックを持っていた。父と母にはそれぞれの前のパートナーとの子があわせて6人おり、2人の間に生まれた子はスコットだけだった。子供のころは、ラホヤにある寝室が2つあるアパートで、片親の違う兄のジョンと部屋を共有していた。
ピーターソンは父と過ごす時間が長く、その影響で幼いころからゴルフを始めていた。14歳になる頃にはスコアで父を上回るようになり、だいぶ先までフィル・ミケルソンのようなプロゴルファーになる夢を追いかけることになる（彼とはサンディエゴ大学附属高等学校時代にチームメイトだった）。彼は高校を卒業するころには、ジュニアゴルファーの中でもトップクラスの選手になっていた。1990年、ピーターソンはミケルソンが通うアリゾナ州立大学に入学し、スポーツ奨学金で学費の一部は免除された。ミケルソンはPGAツアーのプロゴルファーとして大成功をおさめた一方、父のリー・ピーターソンは後に、息子はアリゾナ大学時代に、ミケルソンとの厳しい競争に晒されたことで挫折感を味わったと証言している。
フロリダ州ブロワード郡で発行されるサン・センチネル紙の記者ランドール・メルは、もう1人のアリゾナ州のゴルファー、クリス・クーチの父チップ・クーチの談話を記事にしている。談話によると、彼〔チップ・クーチ〕がピーターソンをゴルフチームから追い出したという。クーチによれば、ピーターソンは息子のクリスを酒や女のために連れまわしたので、クリスが二日酔いになってしまう事があった。当時のクリスはアメリカのジュニアゴルフ界の中でもNo.1だったため、息子の将来を案じてコーチに懸念を伝えたところ、ピーターソンはチームから追放された、とチップ・クーチは語った。ピーターソンはサンルイスオビスポのクレスタ大学に転入し、後にカリフォルニア工科大学に入った。彼はもともと国際ビジネスを専攻するつもりだったが、後に農業関連ビジネスの専攻に変更した。ピーターソンを教えた教授陣は彼のことを模範的な学生と表現しており、アグリビジネスの研究者ジム・エイハーンも「クラス全員がスコット・ピーターソンでもかまわない」と語っている。
カリフォルニア工科大学時代に、ピーターソンはモロベイにある「パシフィック・カフェ」という飲食店でアルバイトをしていた。この店に、近所に住むレイシー・デニス・ローシャが来ているが、接客したのは彼の同僚だった。彼女もカリフォルニア工科大学の学生で、鑑賞園芸学を専攻していた。ピーターソンが彼女と初めてこのレストランで出会ったのは1994年の半ばで、彼女の方からピーターソンに電話番号を伝えた。出会ってからすぐ、彼女は母親に、今日会った男と結婚すると思うと話している。ピーターソンは後日彼女に電話かけて、デートすることを決めた。2人の最初のデートは沖合での海釣りだったが、彼女は船酔いになってしまう。やがてピーターソンは2人の将来を真面目に考えるようになり、プロゴルファーの夢を諦めて、実業界に足を踏み入れる準備をはじめた。2人は2年の交際を経て、同棲をするようになった。1997年、彼女が大学を卒業すると、2人はサンルイスオビスポ郡のアビラ・ビーチにあるシカモア・ミネラル・スプリングス・リゾートで結婚式を挙げている。ピーターソンが大学の最終年を過ごしている間に、彼女はプルーンデールの近くの会社に就職した。検察によれば、当時すでに、ピーターソンは少なくとも2度あったうちの最初の不倫を経験しているというが、その相手の名前や詳細についてはいずれも明らかにされていない。ピーターソンは1998年6月に農業関連産業の理学士を取得して、大学を卒業した。その後彼はサンルイスオビスポに「ザ・シャック」というスポーツバーを開店している。ロサンゼルス・タイムスは彼の両親が開業資金を息子に貸したと報じているが、当の両親はサンフランシスコ・クロニクルの取材に対して、投資としては条件が悪いと考えたのでそんなことはしていない、ときっぱり否定している。飲食店の営業に必要な換気設備を設置する業者探しに苦労したが、ピーターソンはロサンゼルスまで行って、自分で設置するために必要な資格を取得している。客入りは最初こそ鈍かったものの、次第に上向きになり、特に週末は繁盛するようになった。ピーターソンは、子供をつくるために妻の実家があるカリフォルニア州モデストに引っ越すのにあわせて2000年にこの店を売却している。この年の10月には、ラ・ローマ・パークが近い高級住宅街コベナ・アベニューに寝室が3つ、バスルームが2つあるバンガロースタイルの住宅177,000ドルで購入した。
妻のレイシーはすぐに代理教員としてパートタイムの仕事をはじめ、ピーターソンもヨーロッパの肥料メーカーが設立したばかりの子会社トレードコープUSAに就職した。父のリー・ピーターソンによれば、スペインの会社がアメリカに販売網をつくるため、西海岸の担当者としてピーターソンを雇ったのだという。ピーターソンは固定給と歩合の併用で、灌漑装置や肥料、栄養剤などの商品を主にカリフォルニア州、アリゾナ州、ニューメキシコ州の大規模農家や園芸業者に販売した。彼の稼ぎは税引き前で月に5,000ドルだった。レイシーの母親や妹といった一番身近な人たちは、彼女が料理や客のもてなしも楽しむ完璧な主婦として、とても頑張っていたといい、2002年に彼女が妊娠したという知らせを聞いたときは家族で喜んだ。妻が妊娠7ヵ月目を迎えた2002年の11月に、ピーターソンはカリフォルニア州フレズノのマッサージ・セラピスト、アンバー・フライを友人から紹介されている。そして2人は恋愛関係になった。後年に発表された公式声明によれば、フライはピーターソンから独身だと説明されていた。
ピーターソンの両親が最後にレイシーを見たのは、カリフォルニア州カーメルで夫婦2人が過ごしたクリスマス前の週末の3連休だった。

## レイシー・ピーターソンの失踪
- 詳細はレイシー・ピーターソンの殺人（英語版）を参照

ABCニュースによれば、2002年12月24日にピーターソンは妻のレイシーがモデストの自宅から失踪したと通報を行っている。一方でニューヨークポストは、午後5時15分になってもレイシーが帰宅しなかったので、ピーターソンが彼女の母に電話し、それから30分後に義父であるロン・グランツキが通報をしたと報じている。レイシーは当時妊娠7ヵ月半で、2003年2月10日に出産を予定していた。ピーターソンとレイシーはこれから生まれる男の子にコナーと名付ける予定だった。レイシーが亡くなった正確な日付や原因は不明である。ピーターソンが最初の通報を行ったのはクリスマスイブだったが、レイシーの失踪はすぐに全国的なニュースとなった。彼の自宅にやってきた警察は、クローゼットの中からレイシーの財布と鍵を発見した。ダイニングのテーブルは、次の日のクリスマスのディナーにそなえて、入念にセッティングされていた。ある刑事がキッチンカウンターに開いて置かれている電話帳に目をとめているが、そのページは弁護士事務所の全面広告だった。この時のピーターソンは、とても落ち着いていたと報じられている。この事件の捜査を担当したモデストの刑事ジョン・ビューラーとアレン・ブロッチーニは、失踪当日の午後の行動をピーターソンに確認している。初めはその日はゴルフをしていたと話していたが、後からチョウザメを釣りにバークレー・マリーナに行っていたと警察に説明している。午後2時15分に彼はレイシーに「やぁ、お嬢さん。2時15分だ。バークレーを出るよ」という伝言を送っている。彼はこの日、自宅から90マイル (140 km)離れた場所で釣りをしていた、という事だった。刑事たちはすぐに捜査に着手したが、このときのピーターソンの態度に驚かされている。ビューラーが2017年にABCニュースで語っているが、「最初に会った時からスコットが怪しいと思っていた。彼がやったという意味じゃなく、立ち振舞いは落ち着いて冷静だし、聞きたいこともない様子だったのでちょっとびっくりしたんだ...彼には『呼び出しはあるの？』『名刺をくれないか？』『あんた方は今何をしてるんだ？』という感じがなかった」。
警察はしばらくの間ピーターソンが容疑者であることを明らかにしなかった。公表を控えたのは、失踪から1ヵ月目まではレイシーの家族や友人が彼の無実を信じ続けていたのが大きかった。警察は失踪届を受け付けてから数時間もしないうちにこの事件には裏があると考えるようになった。その後ピーターソンの説明に矛盾が生じ、警察の疑いはさらに大きくなった。2003年1月17日には、ピーターソンが、アンバー・フライと関係を持つ以前にも2人と不倫していたことが明らかになっていた。フライはこの時ピーターソンと交際を始めた直後で、彼が失踪した女性と本当に結婚していたことを知り、警察に相談している。2003年1月24日、記者会見を行ったレイシーの家族であるローシャ家の人たちは、ピーターソンがフライと浮気していて、しかも一緒に写真まで撮っているのを確認したことを理由に、公然とピーターソンの支持を撤回すると発表した。レイシーの兄弟であるブレント・ローシャの説明では、2003年1月16日にピーターソンと電話したときに彼は一年前の浮気を認めていたというが、事件そのものについてはレイシーが失踪してからというものローシャ家の人間と話すことはなくなったという。レイシーの家族が何より怒っていたのは浮気ではなく、浮気相手のフライに2002年12月9日に「妻がいなくなった」―この日はレイシーが失踪する14日前だった―ので、初めてクリスマスを妻と離れて過ごすことになる、と話していたことだった。後から警察も、ピーターソンがこの会話をしたときにはすでにレイシーを殺すつもりだったといえるかどうかについて検討をしているが、ローシャ家にとっては、失踪するだいぶ前からレイシーを殺す計画があったも同然だった。
フライは、ピーターソンが自白することを願って、事件後に彼と電話をするときに内容を警察が録音することに同意した。裁判中には2人の会話が再生され、書き起こされた内容も公開された。この録音によって、レイシーが失踪してから、ピーターソンは祝日を過ごすためにパリに出かけていたとフライに話していることが明らかになった。こうして録音された電話のうちの一回は、モデストで大みそかに開かれたキャンドル・ビジルに参加している最中にかけられたものだった。

## レイシーとコナーの遺体
2013年4月13日、バークレー・マリーナの北にあるリッチモンドのポイント・イザベル・リージョナル・ショアラインで、後期にあたる男性の胎児の遺体が発見された。バークレー・マリーナは、レイシーの失踪した日にピーターソンが船釣りをしていたという場所である。次の日には、同じ場所で、手足がない女性の胴と頭が発見された。遺体はどちらもレイシーと彼女の胎内にいた子だと特定された。検死が行われたが、腐敗がひどく、正確な死因は明らかにならなかった。またその所見によれば、彼女は亡くなる前に肋骨を何本か折っていたが、これは遺体が入り江の波によって岩礁を引きずられて出来た損傷ではないということだった。検察は、彼女が自宅で窒息死または絞殺されたという見解を示している。
遺体が発見されたことで強い切迫感を覚えたビューラーとブロッチーニは、ピーターソンの車の動きを押さえていた。ピーターソンが当時サンディエゴにいることはわかっていたが、彼がメキシコの国境を越えて逃亡するのではないかと危惧していた。ブロッチーニが2017年に語ったところによると、「すぐにでもスコットを見つけ出さなければ、と思った。あいつは以前そこにいたと俺に言っていたんだ、そして遺体はそこで見つかったわけだろ？つまり、これは前もってあいつが計画したことだ、と俺は信じている...サンディエゴはメキシコの国境からおそろしく近い。スコットはあの辺りについてはとにかく詳しい。あそこにはあいつの両親が住んでいた。あいつも住んでいた。ティフアナへの行き方をマップクエスト〔オンライン地図サービス〕で調べる必要すらないんだ。」と語っている。
FBIとモデスト警察署は、ピーターソンの自宅で現場鑑識と科学検査を行っている。ピーターソンの釣舟にあったプライヤについていた髪の毛にもFBIがDNA鑑定を実施し、レイシーのヘアブラシから回収した髪の毛との関連が見いだされた。当局はピーターソンのピックアップトラックや工具箱、倉庫、舟についても捜索を行った。ピーターソンは結局逮捕されるが、その後にも遺体が見つかった入り江をさらに捜索している。これは、レイシーの遺体を水中に沈めるために必要だと思われる手製のコンクリートのアンカーを発見するためだったが、それらしきものは何も見つからなかった。

## 逮捕
ピーターソンは、ラホヤのゴルフコースのそばで、2003年4月18日に逮捕された。彼が言うには、ここに来たのは一緒にコースをまわる父と弟に会うためだった。彼はもともとダークブラウンだった髪の毛を金髪に染めており、運転しているメルセデス・ベンツは雑多なものが「あふれるように」積まれていた。例えば15,000ドル近い現金、12錠のバイアグラ、サバイバルキット、キャンプ用品、数日分の着替え、4台の携帯電話などであり、自分のものだけでなく弟の免許証も見つかった。ゴルフコースにはサンディエゴの住民向けの割引があったのでそれを利用するため前日に弟の免許証を使っており、荷物についても当時のピーターソンはマスコミの注目度が上がったため車上生活をしていたのだ、とピーターソンの父親が説明した。しかし、警察はこれがピーターソンがメキシコに脱出する計画を持っていたことを示すものだと考え、後に検察もそれに同調した。
2003年4月21日、ピーターソンはスタニスラウス郡にある高等裁判所で裁判官のナンシー・アシュリーに対して罪状認否を行った。彼は特別な事情を鑑みつつ計画性のある殺人を行ったとして2つの重罪に問われている。レイシーに対する一級殺人罪と、コナーに対する二級殺人罪だった。ピーターソンは無罪を主張した。

## 裁判
罪状認否を前に、ピーターソンの代理人が、モデスト出身のベテラン刑事弁護士であるピーター・マクアリスターに決まった。副主任の公選弁護人としてケント・フォークナーもつくことになった。ピーターソンは後に、別の有名な刑事事件で弁護士をしていたマーク・ゲラゴスも代理人として雇うことができたと発表している。2004年1月20日に、裁判地がモデストからレッドウッドシティに変更になった。これはモデスト周辺であまりにもピーターソンに対する敵愾心が高まっていたことを受けての対応だった。
ピーターソンの裁判は2004年6月1日に始まり、メディアもそれを詳しく報じた。主任検察官はリック・ディスタソが、主任弁護士はゲラゴスが務めた。検察側の証人であるアンバー・フライも、自分の代理人を弁護士のグロリア・アラリドに依頼した。アラリドはこの裁判の関係者に出された発言禁止命令には拘束されていなかった。依頼人はピーターソンが有罪かどうかについて意見を持っていないとのことだったが、アラリドは検察に肩入れしていることをオープンにしており、裁判中からテレビのニュース番組に頻繁に登場していた。
ピーターソンの弁護士はこの裁判において直接的証拠が無い事を追求するあまり、状況証拠の重要性を軽視していた。胎児の遺体が満期（出産）であった事は否定できないとして、誰かがレイシーを誘拐し、彼女が子供を出産するまで待ってから2人の遺体を入り江に遺棄した、という説明で理論化を図った。一方で検察側の呼んだ医療専門家は、満期出産ではなく、母親が死ぬのと同時に命を落としたという説に賛成している。ゲラゴスは、悪魔崇拝者が妊娠中の女性を誘拐した可能性を示唆し、ピーターソンはレイシーをだました「下劣な男」だが、殺人犯ではないと主張した。
陪審のフランシス・ゴーマンが、裁判の初期段階で不正行為を理由に解任され、別の人間に交代するという事件もあった。また後に陪審長で弁護士のグレゴリー・ジャクソンも陪審評議中に自身の解任を希望しているが、これは他の陪審たちが陪審長の交代を求めたからと言ってよい。ゲラゴスは記者団に、陪審から外れることを希望したジャクソンは脅迫を受けたと言っていた、と語った。最終的にジャクソンは別の人間と交代した。

### 証拠
法科学的な意味での証拠と認められたのは一本の髪の毛だった。このレイシーのものとされた毛は、ピーターソンの船にあったプライヤから見つかったものである。
ほかに裁判中に検察側から証拠として提示されたのは、ピーターソンが外見を変えるとともに、マスコミの目を避けるためという名目で母の名前を使って車を購入したという事実だった。さらに彼は妻の失踪から数日しか経っていないのに、加入しているケーブルテレビにポルノ専門チャンネルを2つ追加で契約していた。検察は、これを彼が妻が家に戻ってこないであろうことを知っていた証拠に挙げた。ピーターソンは、レイシーと名義を共有していた家や彼女のランドローバーの売却にも興味を示していたことも明らかにされた。
アメリカ地質調査所の水門学者でありサンフランシスコ・ベイの潮流に関する専門家として、リック・チェンが検察側の証人に立った。しかし、チェンは反対尋問で自分の所見が「有力だが、厳密なものではない」ことを認めている。潮流の仕組みは非常に複雑で、遺体が遺棄されてから漂流・漂着するまでを正確にモデリングすることはできなかったのである。裁判の途中で、検察はピーターソンとフライの不倫と、録音済の通話内容についても議題に挙げた。
当時ピーターソンの家の郵便受けから小切手を盗んだと訴えられている売春婦がいたので、弁護人はレイシーを殺害したのはその女ではないかと主張したが、モデスト警察署の刑事マイク・ハモサは、失踪事件においてこの女性が容疑者であったことは一度もないと証言した。検察官のデイヴ・ハリスも、小切手が盗まれたのはレイシーが失踪した後の話であり、女性が事件に関わっていることは考えられないと重ねて述べている。
弁護側が状況を覆す証人として期待したのがチャールズ・マーチだった。サンフランシスコ・クロニクルによれば、レイシーの子供が亡くなったのは検察が主張したタイミングの一週間後だということを示し、ピーターソンの無実を晴らせるはずだった。しかし反対尋問で、マーチは自分の所見が、レイシーが2002年6月9日に家庭用の妊娠検査を受けた、という彼女の友人の談話に依拠したものであることを認めた。検察が6月9日を根拠にできる診療記録が存在しないことを指摘すると、マーチは証人台で動揺して混乱する様子を見せ、検察官の1人に「ちょっとした失敗」は大目に見るようにいうなど、その信頼性には疑問符がついた。この弁護側の重要証人の言動を要約した、ロサンゼルスのロヨラ・ロースクールの刑法学者スタン・ゴールドマンは「今日は何度かチェルノブイリを思い出した」と語った。マーチの証言について「火曜に行われた彼の証言が終わるころには、法律の専門家も陪審もノートを閉じて呆れた表情になり、だれも見ていないと思ったらせせら笑いさえ浮かべていた」と報じた新聞もあった。

### 動機
検察は殺人の動機として金銭問題とフライとの不倫を挙げ、彼がレイシーを殺したのは、かさんでいた借金を返済するだけでなく、もう一度独身になりたかったからだと推察した。

### 評決と判決
2004年11月12日、陪審は2件の殺人でピーターソンを有罪とした。レイシーに対する特別の事情を考慮した一級殺人と、彼女がみごもっていた胎児に対する二級殺人である。罰則審議が11月30日に始まり、陪審は12月13日に死刑判決を下した。3月16日、裁判官のアルフレッド・デルッチがこの評決を支持し、ピーターソンに薬物注射による死刑を宣告するとともに、レイシーの葬儀費用として10,000ドルの支払いを命じた。彼はこの殺人が「残忍で冷酷、無慈悲なものあり人間性を感じない」ものと非難している。
その後記者の前に登場した陪審たちは、ピーターソンの立ち振る舞い（特に感情が読み取れないことや、レイシーの失踪後にもフライに電話をしていたこと）から彼が有罪だと感じたと述べた。彼らの評決は「遺体が発見された場所から失踪後に夫がついていた数えきれないウソまで、状況証拠という大量の小さな『パズルのピース』」に基づいている。ピーターソンには妻や息子を守る責任があったのにそれを裏切ったと受け取られたため、陪審は死刑判決を下したのである。
2005年10月21日、裁判所はピーターソンがレイシーにかけていた250,0000ドルの生命保険の受取金は、レイシーの母親に渡るものであるという判断を行い、2005年10月2日に第5区控訴裁判所がそれを追認した。自動上告制度により、ピーターソンの再審理申し立てが2012年7月5日にカリフォルニア州最高裁判所で行われた。
ピーターソンは2005年3月17日の木曜日の朝早くにサン・クエンティン州立刑務所に到着した。彼は興奮しすぎて前日には眠れなかったという。再審理の間はこの施設の独房で700人以上の囚人と過ごすことになった。

## 控訴
ピーターソンの弁護士クリフ・ガードナーは、この裁判は世間の注目を集めすぎ、判決を下すための証拠の取り扱いも妥当でないなどの誤りがあったことから、ピーターソンは公正な審理を受ける機会を奪われたという意見を述べている。2012年7月6日、ガードナーはピーターソンの判決を不服とする423ページに及ぶ申立書を提出した。州検事総局も2015年1月26日に弁駁書を提出している。弁護側は、2015年7月にこれに応じており、レイシーの遺体をバークレイ・マリーナで探知した警察犬は同様の条件下で試行すると3回に2回は失敗したと反論している。
2015年11月、弁護側は陪審の1人の資格申請書類に虚偽があり、スコットが帰宅した後にレイシーの生きた姿を目撃した近隣住人も複数いると主張し、人身保護令状を申請した。2017年8月10日、州検事総長は控訴に反論する150ページの文書を作成して、ピーターソンによるレイシー殺害の「圧倒的な証拠」を無視していると批判した。副検事総長のドナ・プロヴェンツァーノは、弁護側主張の時系列が依拠する証言をした近隣住民は、ピーターソン家の飼い犬であるゴールデンレトリバーがリードをつけたまま迷い出ているのを見ているにもかかわらず、それより後に犬を連れたレイシーを見たと言っていることを指摘している。プロヴェンツァーノは、26の州とさらに国外で彼女の目撃情報が74件寄せられているとおり「レイシーを目撃したと称する情報はたくさんある」と語っており、そのほとんどが現実味がなく裏付けもとれないとしている。

### 関連文献
- Beratlis, Greg; Marino, Tom; Belmessieri, Mike; Lear, Dennis; Nice, Richelle; Guinasso, John; Zanartu, Julie; Swertlow, Frank et al. (2007). We, the Jury: Deciding the Scott Peterson Case. Beverly Hills, CA: Phoenix Books. ISBN 1-59777-536-3
- Bird, Anne (2005). Blood Brother: 33 Reasons My Brother Scott Peterson Is Guilty. New York: Regan Books. ISBN 9780060838577
- Crier, Catherine; Thompson, Cole (2005). A Deadly Game: The Untold Story of the Scott Peterson Investigation. New York: ReganBooks. ISBN 0-06-076612-3
- Dalton, Matt; Hill, Bonnie Hearn (2005). Presumed Guilty: What the Jury Never Knew About Laci Peterson's Murder and Why Scott Peterson Should Not Be on Death Row. New York: Atria. ISBN 978-0743286954
- Lee, Henry C.; Labriola, Jerry (2006). Dr. Henry Lee's Forensic Files: Five Famous Cases Scott Peterson, Elizabeth Smart, and more.... Amherst, NY: Prometheus Books. ISBN 1-59102-409-9
- Thomas, Donna. I'm Sorry I Lied To You: The Confession of Scott Peterson (3rd ed.). Duj Pepperman Enterprises. ISBN 1-59453-969-3